# Dimetrota dempsterensis
Dimetrota dempsterensis är en skalbaggsart som beskrevs av Lohse in Lohse, Klimaszewski och Ales Smetana 1990. Dimetrota dempsterensis ingår i släktet Dimetrota och familjen kortvingar. Inga underarter finns listade i Catalogue of Life.